# Hemerobius albipennis
Hemerobius albipennis är en insektsart som beskrevs av Banks 1910. Hemerobius albipennis ingår i släktet Hemerobius och familjen florsländor. Inga underarter finns listade i Catalogue of Life.